# Sybian
De Sybian is een seksmachine, hoofdzakelijk bedoeld om gebruikt te worden door vrouwen. De Sybian bestaat uit een soort zadelkast, een motor die een stang in beweging brengt die door de bovenkant van het zadel een stukje naar buiten steekt. Op de stang kunnen rubberen opzetstukken geplaatst worden die door de beweging van de stang en trillingen de vagina, clitoris en eventueel de anus stimuleren. De snelheid is via een afstandsbediening te regelen. 

## Ontwikkeling

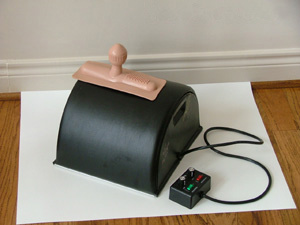
Een Sybian

De machine werd in de Verenigde Staten ontwikkeld door uitvinder David Lampert die het concept bedacht in de jaren zeventig en tot een eerste prototype kwam in 1985 waarna het eerste model geleverd werd vanaf eind 1987. In de ontwikkelfase werd het apparaat de Master Better genoemd, maar uiteindelijk koos men voor de naam Sybian, vernoemd naar de Oud-Griekse stad Sybaris in Zuid-Italië waarvan de inwoners de reputatie van "decadente wellustelingen" hadden. Lampert kreeg in 2016 bij de AVN 'O' Awards een Lifetime Achievement Award voor zijn werk.

## In de media
Presentator Howard Stern heeft meerdere malen de Sybian in zijn programma The Howard Stern Show besproken en gasten uitgenodigd om de seksmachine tijdens de uitzending te gebruiken. Onder meer Nadya Suleman (beter bekend als "Octomom"), actrices Carmen Electra en Heather Locklear en pornoactrices Lupe Fuentes en Jenna Jameson werkten hier aan mee.